# حكومة توفيق أبو الهدى الثالثة
حكومة توفيق أبو الهدى الثالثة هي الحكومة الرابع عشرة في عهد إمارة شرق الأردن. شكّل توفيق أبو الهدى الحكومة في 25 سبتمبر عام 1940م، بتكليف من الأمير عبد الله الأول بن الحسين. وقد حلّت الحكومة في 27 يوليو 1941.

## أعضاء الحكومة
| الرقم | الإسم            | المهام الوزارية                  | ملاحظات |
| ----- | ---------------- | -------------------------------- | ------- |
| 1     | توفيق أبو الهدى  | رئيسا للوزراء ووزيرا للخارجية    |         |
| 2     | عمر حكمت         | وزيرا للعدلية والتجاره والزراعه  |         |
| 3     | شكري شعشاعة      | وزيرا للداخلية والدفاع           |         |
| 4     | أحمد علوي السقاف | قاضيا للقضاة ووزيرا للمعارف      |         |
| 5     | نقولا غنما       | وزيرا للمالية والشؤون الاقتصادية |         |
| 6     | علي الكايد       | وزيرا للمواصلات                  |         |